# Boehmeria celtidifolia
Boehmeria celtidifolia är en nässelväxtart som beskrevs av Carl Sigismund Kunth. Boehmeria celtidifolia ingår i släktet Boehmeria och familjen nässelväxter. Inga underarter finns listade i Catalogue of Life.